# Tanytarsus konishii
Tanytarsus konishii är en tvåvingeart som beskrevs av Sasa och Kawai 1985. Tanytarsus konishii ingår i släktet Tanytarsus och familjen fjädermyggor. Inga underarter finns listade i Catalogue of Life.